# Lijst van burgemeesters van Broekhuizen
Dit is een lijst van burgemeesters van de voormalige Nederlandse gemeente Broekhuizen in de provincie Limburg. De voorganger van de Burgemeester heette Schout en hieronder staan de data waarop ze vermeld staan. Op 1 januari 2001 is Broekhuizen met de gemeenten Grubbenvorst en Horst samengegaan in de nieuwe gemeente Horst aan de Maas.
| Ambtsperiode | Naam burgemeester                    | Partij of stroming | Bijzonderheden                                   |
| ------------ | ------------------------------------ | ------------------ | ------------------------------------------------ |
| 1531         | Gerard van den Berge                 |                    | schout                                           |
| 1586-1607    | Gerard Wynants                       |                    | schout                                           |
| 1612-1618    | Johan Ramaeckers                     |                    | schout                                           |
| 1618-1630    | Jacob Wijnants                       |                    | schout                                           |
| 1643         | Peter van Soest                      |                    | schout                                           |
| 1681         | Henricus Cremers                     |                    | schout                                           |
| 1712-1716    | Gerardus Deckers                     |                    | schout                                           |
| 1717-1753    | Johan Aerts                          |                    | schout                                           |
| 1753-1776    | Antoon Adolf Aerdts                  |                    | schout                                           |
| 1776-1798    | Antoon Alexander Joseph van Douveren |                    | schout                                           |
| 1802-1805    | J. Baetsen                           |                    | maire                                            |
| 1805-1808    | A.J. Kannegieter                     |                    |                                                  |
| 1808-1811    | Crommentuin                          |                    |                                                  |
| 1811-1815    | A.Steffens                           |                    |                                                  |
| 1815-1825    | Peter Gerard Poeijn                  |                    |                                                  |
| 1825-1831    | J.G. Schraven                        |                    |                                                  |
| 1831-1842    | J. Stenmans                          |                    |                                                  |
| 1842-1887    | Willem Wouter Hermans                |                    |                                                  |
| 1887         | Frans (F.A.J.) Haffmans              |                    |                                                  |
| 1887-1893    | J.H. Hermans                         |                    |                                                  |
| 1893-1923    | G.W.H. Hermans                       |                    |                                                  |
| 1923-1934    | J.M.H. Hanssen                       |                    |                                                  |
| 1934-1954    | J.G.A. Rutten                        | KVP                | later burgemeester van Meerlo en Wanssum         |
| 1954-1960    | Wim (W.P.G.) Linders                 | KVP                |                                                  |
| 1961-1968    | K.J. van Gerven                      | KVP                | later burgemeester van Horn en Beegden           |
| 1969-1976    | Ton (A.G.H.) Gubbels                 | KVP                |                                                  |
| 1976-1985    | J.J.M. Simons                        | KVP / CDA          |                                                  |
| 1985-1994    | Ruud (R.M.G.) Vermaaten              | CDA                | waarnemend; tevens burgemeester van Grubbenvorst |
| 1994-2000    | Joke (J.W.) Kersten                  | PvdA               | tevens burgemeester van Grubbenvorst             |